# Françoise Forton
Pour les articles homonymes, voir Forton.
Françoise Forton Viotti, née le 8 juillet 1957 à Rio de Janeiro, et morte le 16 janvier 2022 dans la même ville, est une actrice brésilienne, d'origine française.

## Vie personnelle
Elle a été mariée au physicien Ênio Viotti pendant quatre ans, de cette union est né son fils unique, Guilherme. En 2014, Françoise épouse le producteur de théâtre Eduardo Barata.